# Tomas Ros
För skådespelaren, se Thomas Roos.
Tomas Ros, född 8 december 1971 i Stockholm, är journalist på tidningen Aftonbladet. Ros ingår i redaktionen på Sportbladet och skriver framförallt om ishockey. Förutom att medverka med reportage i tidningen drev Ros under sex år hockeybloggen på sportbladet.se. Han är även programledare i Aftonbladets webteveprogram Hockeystudion.